# Strathclyde (région)
Pour les articles homonymes, voir Strathclyde.
Le Strathclyde (Srath Chluaidh en gaélique écossais (gd)) était une circonscription administrative régionale écossaise, en vigueur entre le 15 mai 1975 et le 31 mars 1996. Son siège était situé à Glasgow.

## Création
La région fut créée par le Local Government (Scotland) Act 1973, qui suivait les recommandations du rapport Wheatley de 1969. Celui-ci tentait de remplacer le mélange hétérogène de comtés, cités, bourgs et districts par un système uniforme de councils de régions et de districts.

## Districts
La région était divisée en 19 districts (le plus grand nombre de districts pour une région écossaise)
| Districts                                                                   | Siège         | Population (estimation en 1994) |
| --------------------------------------------------------------------------- | ------------- | ------------------------------- |
| Argyll and Bute (originellement appelé Argyll, jusqu’au 1er septembre 1974) | Lochgilphead  | 63 350                          |
| Bearsden and Milngavie                                                      | Bearsden      | 41 000                          |
| Clydebank                                                                   | Clydebank     | 47 500                          |
| Clydesdale (originellement appelé Lanark, jusqu’en 1980)                    | Lanark        | 58 290                          |
| Cumbernauld and Kilsyth (originellement appelé Cumbernauld)                 | Cumbernauld   | 63 930                          |
| Cumnock and Doon Valley                                                     | Cumnock       | 42 954                          |
| Cunninghame                                                                 | Irvine        | 139 020                         |
| Dumbarton                                                                   | Dumbarton     | 77 222                          |
| East Kilbride                                                               | East Kilbride | 82 777                          |
| Eastwood                                                                    | Giffnock      | 60 600                          |
| Glasgow                                                                     | Glasgow       | 681 470                         |
| Hamilton                                                                    | Hamilton      | 105 202                         |
| Inverclyde                                                                  | Greenock      | 90 103                          |
| Kilmarnock and Loudoun                                                      | Kilmarnock    | 79 861                          |
| Kyle and Carrick                                                            | Ayr           | 112 658                         |
| Monklands                                                                   | Coatbridge    | 102 379                         |
| Motherwell                                                                  | Motherwell    | 143 730                         |
| Renfrew                                                                     | Paisley       | 201 000                         |
| Strathkelvin (originellement appelé Bishopbriggs and Kirkintilloch)         | Kirkintilloch | 85 191                          |

## Disparition
En vertu de le Local Government etc. (Scotland) Act 1994, le territoire du Strathclyde s'est retrouvé partagé entre 12 council areas (la nouvelle forme de subdivision administrative en Écosse).
| Council area                                                       | Formation                                                                                                 |
| ------------------------------------------------------------------ | --- |
| Argyll and Bute                                                    | District d'Argyll and Bute et une part du district de Dumbarton                                           |
| East Ayrshire                                                      | Districts de Kilmarnock and Loudoun et de Cumnock and Doon Valley                                         |
| East Dunbartonshire                                                | District de Bearsden and Milngavie et une part du district de Strathkelvin                                |
| East Renfrewshire                                                  | District d'Eastwood et une part du district de Renfrew                                                    |
| Glasgow City (créée sous le nom de City of Glasgow)                | Majeure partie du district de City of Glasgow                                                             |
| Inverclyde                                                         | District d'Inverclyde                                                                                     |
| North Ayrshire                                                     | District de Cunninghame                                                                                   |
| North Lanarkshire                                                  | Districts de Cumbernauld and Kilsyth, de Monklands, de Motherwell et une part du district de Strathkelvin |
| Renfrewshire                                                       | Majeure partie du district de Renfrew                                                                     |
| South Ayrshire                                                     | District de Kyle and Carrick                                                                              |
| South Lanarkshire,                                                 | Districts de Clydesdale, d' East Kilbride et d' Hamilton et une part du district de City of Glasgow       |
| West Dunbartonshire (créée sous le nom de Dumbarton and Clydebank) | District de Clydebank et une part du district de Dumbarton                                                |